# Stadium Australia
Stadium Australia (for sponsormæssige årsager: Accor Stadium) er et stadion i Sydneys olympiske park, Sydney. Det blev indviet den 6. marts 1999. 
Stadionet blev brugt under Sommer-OL 2000 i Sydney til åbnings- og afslutningsceremonien samt atletik- og fodbolddisciplinerne. Det var også blandt værtsbyerne under VM i fodbold 2023 i Australien/New Zealand, hvor finalekampen blev spillet.